# Shizuku (visual novel)
Pour les articles homonymes, voir Shizuku.
Shizuku (雫, Shizuku, litt. « goutte ») est un visual novel / roman vidéoludique pour adultes développé par Leaf sorti sur PC-98 et DOS le 26 janvier 1996. Le jeu est ensuite sorti sur Windows. La suite du jeu est To Heart car Yūsuke et Mizuho (qui est, elle, décédée) apparaissent dans l'anime To Heart ~Remember My Memories~. Shizuku fait partie de la série de jeux vidéo Leaf Visual Novel Series (LVNS) en tant que premier volume de la série et est souvent considéré comme le 1er visual novel ayant inspiré les visual novels modernes,,,.

## Trame
Yūsuke Nagase est un adolescent japonais ordinaire qui va au lycée. Ces derniers temps, cependant, il a vécu quelque chose d'assez inhabituel : il voyait des rêves et des visions pleins de violence et de scènes de viol. Yūsuke ne comprend pas ce qui lui arrive. Un jour, un de ses camarades de classe devient soudainement fou en plein cours. Le seul adulte en qui il a confiance est son oncle, qui travaille comme enseignant au lycée et ce dernier lui demande d'enquêter sur cette affaire après l'école. Il commence l'enquête avec l'aide d'une des filles de sa classe, une enquête qui les mènera à bien des horreurs. Chaque pas qu'il fait mène à un danger potentiel, et Yūsuke doit être très prudent lorsqu'il essaie d'aller au fond du mystère et de séparer le rêve de la réalité.

## Personnages
- Yūsuke Nagase (長瀬 祐介, Nagase Yūsuke?)

La protagoniste du jeu.
- Saori Shinjo (新城 沙織, Shinjō Saori?)

Voix japonaise : Sakura Takatsuki
Une membre joyeuse et bavarde de l'équipe de volleyball. Elle est témoin oculaire d'un certain événement et est rapidement balayée par la suite.
- Ruriko Tsukishima (月島 瑠璃子, Tsukishima Ruriko?)

Voix japonaise : Sakura Ichinomiya
Une ancienne camarade de classe de Yūsuke. On la trouve souvent en train de lire des livres dans une zone isolée.
- Kanako Ota (太田 香奈子, Ōta Kanako?)

Voix japonaise : Kaoru Imai
Camarade de classe de Yūsuke et vice-présidente du conseil des étudiants.
- Mizuho Aihara (藍原 瑞穂, Aihara Mizuho?)

Voix japonaise : Mai Tachibana
La secrétaire du conseil des étudiants timide avec un côté têtu caché. Elle est la meilleure amie de Kanako depuis le collège.
- Genichiro Nagase (長瀬 源一郎, Nagase Gen'ichirō?)

L'oncle de Yūsuke et un enseignant de la même école. Il donne souvent des conseils utiles en relation avec les événements du jeu.
- Takuya Tsukishima (月島 拓也, Tsukishima Takuya?)

Voix japonaise : Daisuke Tanaka

## Accueil et postérité
Shizuku est souvent considéré comme le 1er visual novel ayant inspiré les visual novels modernes,,,.
Le jeu a reçu une nouvelle version le 23 janvier 2004. Cette nouvelle version apporte du nouveau contenu, notamment le doublage des personnages mais cette nouvelle version a dû être censurée afin d'être commercialisée ; la version originale de Shizuku transgresse les règles établies par l'EOCS, le jeu a donc dû être modifié. La différence la plus notable est que les frères et sœurs de Takuya sont passés de véritables frères et sœurs à des demi-frères et demi-sœurs en raison de l'interdiction de l'inceste.
|                           | Note                       | Plateforme                    | Ref.  |
| ------------------------- | -------------------------- | ----------------------------- | ----- |
| The Visual Novel Database | 6.01 (décent) note moyenne | Toutes plateformes confondues | [ 6 ] |